# Lepidodactylus balioburius
Lepidodactylus balioburius — вид геконоподібних ящірок родини геконових (Gekkonidae). Ендемік Філіппін.

## Поширення і екологія
Lepidodactylus babuyanensis мешкають на островах Ітбаят і Батан в групі островів Батанес, розташованих в Лусонській протоці на крайній півночі Філіппінського архіпелагу. Вони живуть у первинних і вторинних вологих тропічних лісах, в садах і поблизу людських поселень, на висоті до 750 м над рівнем моря.